# Schoolgirl Rebels
Schoolgirl Rebels è un cortometraggio muto del 1915 diretto da Frank Wilson.

## Trama
Una studentessa irrita la nuova insegnante inducendo le sue compagne a comportarsi in maniera non adeguata con un ispettore.

## Produzione
Il film fu prodotto dalla Hepworth. Sceneggiato da Dodie Smith, il soggetto aveva come titolo originale Maisie Manages Things.

## Distribuzione
Distribuito dalla Hepworth, il film - un cortometraggio di 259 metri - uscì nelle sale cinematografiche britanniche nel febbraio 1915.
Fu distrutto nel 1924 dallo stesso produttore, Cecil M. Hepworth. Fallito, in gravissime difficoltà finanziarie, Hepworth pensò in questo modo di poter almeno recuperare il nitrato d'argento della pellicola.